# Браун, Уэс
Уэ́сли Майкл Бра́ун (англ. Wesley Michael Brown; родился 13 октября 1979 года в Манчестере, Англия), более известный как Уэ́с Бра́ун (англ. Wes Brown) — английский футболист, игравший на позиции защитника.

## Клубная карьера

### «Манчестер Юнайтед»

#### 1996—2004
Браун начинал свою футбольную карьеру, выступая за команды школ Манчестера. Когда ему было 12, Уэс присоединился к футбольной Академии «Манчестер Юнайтед». Браун показал себя талантливым футболистом ещё с ранних лет и подписал полноценный контракт с «Манчестер Юнайтед» 4 ноября 1996 года в семнадцатилетнем возрасте.
Браун успешно выступал в дублирующем и молодёжном составах, выиграв Молодёжный кубок Англии. 4 мая 1998 года Уэс дебютировал в английской Премьер-лиге, выйдя на замену в игре против «Лидс Юнайтед». Его прорыв пришёлся на следующий сезон, когда он несколько раз появлялся в составе основной команды на правом фланге обороны и в более привычной для него позиции — центрального защитника. Браун образовал многообещающую связку в защите «Манчестер Юнайтед» со своим партнёром Япом Стамом. Сезон для Брауна сложился как нельзя лучше, ведь «Манчестер» сделал «требл», выиграв три турнира за один сезон. Помимо этого, в 1998 и 1999 годах Уэс получил приз Джимми Мёрфи — награду лучшему молодому игроку «Манчестер Юнайтед».
Летом 1999 года на одной из тренировок Браун получил травму колена, из-за которой пропустил практически весь сезон. Уэс вернулся в футбол только через год. В сезоне 2000/01 он провёл 28 матчей в Премьер-лиге и помог «красным дьяволам» завоевать третий подряд чемпионский титул, что стало рекордом чемпионатов Англии.
За успешным сезоном 2000/01 последовал тяжёлый сезон 2001/02. Популярность Брауна выросла ещё больше в сезоне 2002/03, однако в мае 2003 года он вновь получил тяжёлую травму. Браун порвал коленную связку в последнем матче сезона и смог выйти на поле лишь 4 января 2004 года. Уэс закончил сезон в хорошей форме, став лучшим игроком матча в полуфинале Кубка Англии, выигранном «Юнайтед» у «Арсенала». В ноябре 2004 года Браун подписал новый контракт с «красными дьяволами», действие которого было рассчитано на три с половиной года.

Я знаю Уэса с тех пор, как ему было тринадцать лет, и на моих глазах он вырос в замечательного молодого человека. Я не хочу терять его. Я был доволен, когда Уэс решил связать своё будущее с «Манчестер Юнайтед», и надеюсь, что он будет получать удовольствие, играя здесь.
— сэр Алекс Фергюсон
Оригинальный текст (англ.)I have known Wes since he was 13 years old and have watched and seen him grow into a splendid young man. I couldn't bear to lose him, I didn't want to lose him. I am thrilled that Wes has decided to commit his future here and I hope that he will enjoy his career at Manchester United.

#### 2004—2011

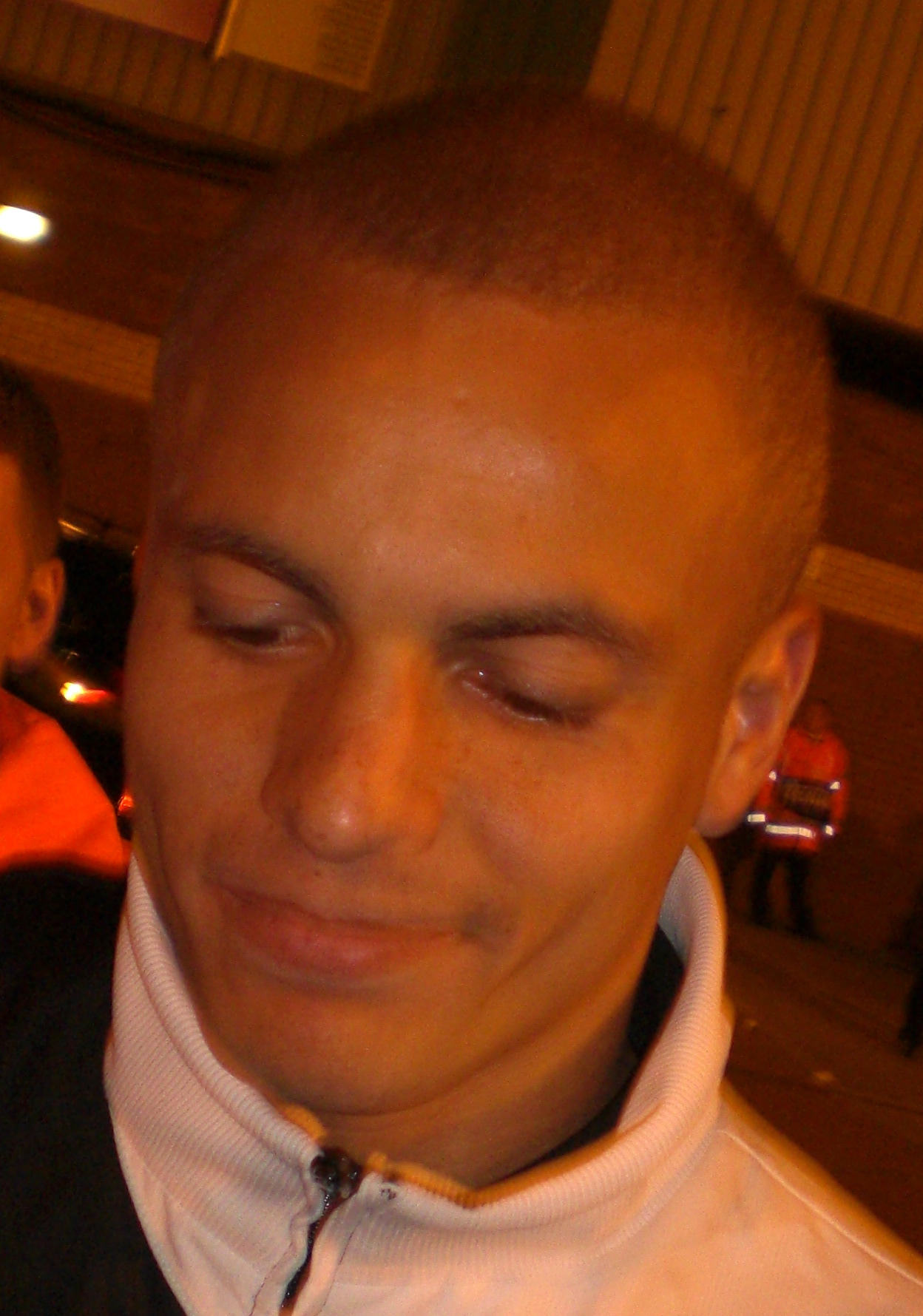
Уэс Браун после полуфинального матча Лиги чемпионов против «Барселоны» (29 апреля 2008 года).

2005 год прошёл для «Манчестера» не слишком удачно: по итогам чемпионата он отстал на 18 очков от «Челси», а в Кубке Англии, где Уэс Браун сыграл во всех стадиях, манкунианцы уступили решающий поединок «Арсеналу».
С подписанием Неманьи Видича (январь 2006) Браун потерял место в стартовом составе, так как пару центральных защитников составляли, как правило, Видич и Рио Фердинанд. Тем не менее Уэс полностью отыграл сезон 2007/08, став основным правым защитником «Манчестер Юнайтед» после травмы Гари Невилла. 18 апреля 2008 года Браун продлил контрактное соглашение с клубом на 5 лет.
23 марта 2008 года Браун забил гол в ворота «Ливерпуля» в матче Премьер-лиги, закончившемся со счётом 3:0 в пользу «красных дьяволов». В финале Лиги чемпионов, куда манкунианцы вышли впервые за 9 лет, он отметился голевым пасом на Криштиану Роналду. В итоге «Манчестер Юнайтед» выиграл финал по пенальти, прибавив эту победу к триумфу в чемпионате Англии. Сезон стал самым успешным для «Манчестера» со времён «требла».
Сезон 2008/09 годов Браун снова начал как основной правый защитник. В седьмом туре английской Премьер-лиги его гол принёс «красным дьяволам» гостевую победу над «Блэкберном». Но вскоре Уэс надолго выбыл из игры: он перенёс операцию на лодыжке и был вынужден пропустить более семи месяцев. Начиная с ноября 2008 года и вплоть до конца сезона Браун сыграл только три раза, последний из них — 24 мая 2009 года, когда «Манчестер Юнайтед» уже обеспечил себе первое место в чемпионате Англии, ставшее, как и несколькими годами ранее, третьим подряд.
В дальнейшем Уэс выходил на поле главным образом в матчах Кубка Англии или Кубка Футбольной лиги, нечасто появляясь в играх чемпионата Англии и ещё реже — в матчах еврокубков.

### «Сандерленд»
7 июля 2011 года «Сандерленд» официально подтвердил приобретение защитника «Манчестер Юнайтед» Уэса Брауна. Сумма сделки держится в секрете. Браун дебютировал за «чёрных котов» в матче первого тура Премьер-лиги против «Ливерпуля» 13 августа.
С начала сезона 2011/12 Браун стал основным защитником «Сандерленда», сыграв практически все матчи первого круга чемпионата Англии. 5 ноября 2011 года он отметился автоголом в матче против своего бывшего клуба, «Манчестер Юнайтед». 21 декабря Уэс впервые забил за «Сандерленд»; его гол принёс «чёрным котам» победу над «Куинз Парк Рейнджерс» (3:2). Рецидив травмы колена, случившийся в январе 2012 года, не позволил Брауну доиграть сезон.
Уэс полностью восстановился от травмы летом 2013 года. Сезон 2013/14 он начал на скамейке запасных, однако с приходом на тренерский пост Густаво Пойета, сменившего Паоло Ди Канио, сделался стабильным игроком основы. В июне 2015 года Браун подписал новый контракт с «Сандерлендом» сроком на один год.

## Карьера в сборной
Дебют Уэса Брауна за сборную Англии состоялся 28 апреля 1999 года в товарищеском матче против Венгрии. Браун несколько раз сыграл за сборную в 2000—2001 годах и попал в заявку англичан на чемпионат мира 2002 года. Правда, там он оставался на скамейке запасных.
Следующие несколько лет Браун вызывался в сборную лишь эпизодически. 2 сентября 2006 года он принял участие в матче против Андорры в рамках отборочного турнира на Евро-2008. Браун играл в паре с Джоном Терри вместо своего травмированного одноклубника Рио Фердинанда. Этот выбор Стива Макларена, наставника англичан, в итоге вынудил защитника «Ливерпуля» Джейми Каррагера объявить о завершении карьеры в сборной.
В 2007—2008 годах Браун провёл за сборную Англии 11 матчей. 1 июня 2007 он вышел на замену в товарищеской игре с бразильцами — первой, которую «три льва» проводили на обновлённом «Уэмбли». 20 августа 2008 года Уэс забил единственный гол за сборную, отличившись в матче против команды Чехии.
8 августа 2010 года Браун объявил о завершении международной карьеры.

### Статистика выступлений за сборную
Результаты (голы) сборной Англии указаны первыми.
| Матчи Уэса Брауна за сборную Англии | Матчи Уэса Брауна за сборную Англии | Матчи Уэса Брауна за сборную Англии | Матчи Уэса Брауна за сборную Англии | Матчи Уэса Брауна за сборную Англии | Матчи Уэса Брауна за сборную Англии | Матчи Уэса Брауна за сборную Англии |
| ----------------------------------- | ----------------------------------- | ----------------------------------- | ----------------------------------- | ----------------------------------- | ----------------------------------- | ----------------------------------- |
| №                                   | Дата                                | Оппонент                            | Счёт                                | Голы                                | Соревнование                        |                                     |
| 1                                   | 28 апреля 1999                      | Венгрия                             | 1:1                                 | -                                   | Товарищеский матч                   |                                     |
| 2                                   | 11 октября 2000                     | Финляндия                           | 0:0                                 | -                                   | Отборочный матч ЧМ 2002             |                                     |
| 3                                   | 28 марта 2001                       | Албания                             | 3:1                                 | -                                   | Отборочный матч ЧМ 2002             |                                     |
| 4                                   | 15 августа 2001                     | Нидерланды                          | 0:2                                 | -                                   | Товарищеский матч                   |                                     |
| 5                                   | 21 мая 2002                         | Республика Корея                    | 1:1                                 | -                                   | Товарищеский матч                   |                                     |
| 6                                   | 26 мая 2002                         | Камерун                             | 2:2                                 | -                                   | Товарищеский матч                   |                                     |
| 7                                   | 12 февраля 2003                     | Австралия                           | 1:3                                 | -                                   | Товарищеский матч                   |                                     |
| 8                                   | 9 февраля 2005                      | Нидерланды                          | 0:0                                 | -                                   | Товарищеский матч                   |                                     |
| 9                                   | 28 мая 2005                         | США                                 | 2:1                                 | -                                   | Товарищеский матч                   |                                     |
| 10                                  | 2 сентября 2006                     | Андорра                             | 5:0                                 | -                                   | Отборочный матч ЧЕ 2008             |                                     |
| 11                                  | 1 июня 2007                         | Бразилия                            | 1:1                                 | -                                   | Товарищеский матч                   |                                     |
| 12                                  | 6 июня 2007                         | Эстония                             | 3:0                                 | -                                   | Отборочный матч ЧЕ 2008             |                                     |
| 13                                  | 22 августа 2007                     | Германия                            | 1:2                                 | -                                   | Товарищеский матч                   |                                     |
| 14                                  | 16 ноября 2007                      | Австрия                             | 1:0                                 | -                                   | Товарищеский матч                   |                                     |
| 15                                  | 6 февраля 2008                      | Швейцария                           | 2:1                                 | -                                   | Товарищеский матч                   |                                     |
| 16                                  | 26 марта 2008                       | Франция                             | 0:1                                 | -                                   | Товарищеский матч                   |                                     |
| 17                                  | 28 мая 2008                         | США                                 | 2:0                                 | -                                   | Товарищеский матч                   |                                     |
| 18                                  | 20 августа 2008                     | Чехия                               | 2:2                                 | 1                                   | Товарищеский матч                   |                                     |
| 19                                  | 10 сентября 2008                    | Хорватия                            | 4:1                                 | -                                   | Отборочный матч ЧМ 2010             |                                     |
| 20                                  | 11 октября 2008                     | Казахстан                           | 5:1                                 | -                                   | Отборочный матч ЧМ 2010             |                                     |
| 21                                  | 15 октября 2008                     | Беларусь                            | 3:1                                 | -                                   | Отборочный матч ЧМ 2010             |                                     |
| 22                                  | 14 ноября 2009                      | Бразилия                            | 0:1                                 | -                                   | Товарищеский матч                   |                                     |
| 23                                  | 3 марта 2010                        | Египет                              | 3:1                                 | -                                   | Товарищеский матч                   |                                     |

## Достижения

### Командные
Манчестер Юнайтед
- Чемпион английской Премьер-лиги (5): 1998/99, 2000/01, 2002/03, 2006/07, 2007/08
- Обладатель Кубка Англии (2): 1998/99, 2003/04
- Обладатель Кубка Футбольной лиги (2): 2005/06, 2009/10
- Обладатель Суперкубка Англии (2): 2007, 2008
- Победитель Лиги чемпионов УЕФА (2): 1998/99, 2007/08

Итого: 13 трофеев

### Личные
- Обладатель приза Джимми Мёрфи (2): 1998, 1999
- Включён в команду года по версии ПФА: 2000/2001[23]

## Статистика выступлений
| Клуб              | Сезон            | Лига | Лига | Кубки | Кубки | Еврокубки | Еврокубки | Прочие | Прочие | Итого | Итого |
| Клуб              | Сезон            | Игры | Голы | Игры  | Голы  | Игры      | Голы      | Игры   | Голы   | Игры  | Голы  |
| ----------------- | ---------------- | ---- | ---- | ----- | ----- | --------- | --------- | ------ | ------ | ----- | ----- |
| Манчестер Юнайтед | 1997/98          | 2    | 0    | 0     | 0     | 0         | 0         | 0      | 0      | 2     | 0     |
| Манчестер Юнайтед | 1998/99          | 14   | 0    | 3     | 0     | 4         | 0         | 0      | 0      | 21    | 0     |
| Манчестер Юнайтед | 1999/00          | 0    | 0    | 0     | 0     | 0         | 0         | 0      | 0      | 0     | 0     |
| Манчестер Юнайтед | 2000/01          | 28   | 0    | 2     | 0     | 11        | 0         | 0      | 0      | 41    | 0     |
| Манчестер Юнайтед | 2001/02          | 17   | 0    | 0     | 0     | 7         | 0         | 0      | 0      | 24    | 0     |
| Манчестер Юнайтед | 2002/03          | 22   | 0    | 7     | 0     | 6         | 1         | 0      | 0      | 35    | 1     |
| Манчестер Юнайтед | 2003/04          | 17   | 0    | 6     | 0     | 2         | 0         | 0      | 0      | 25    | 0     |
| Манчестер Юнайтед | 2004/05          | 21   | 1    | 9     | 0     | 7         | 0         | 0      | 0      | 37    | 1     |
| Манчестер Юнайтед | 2005/06          | 19   | 0    | 9     | 0     | 3         | 0         | 0      | 0      | 31    | 0     |
| Манчестер Юнайтед | 2006/07          | 22   | 0    | 8     | 0     | 7         | 0         | 0      | 0      | 37    | 0     |
| Манчестер Юнайтед | 2007/08          | 36   | 1    | 5     | 0     | 10        | 0         | 1      | 0      | 52    | 1     |
| Манчестер Юнайтед | 2008/09          | 8    | 1    | 1     | 0     | 2         | 0         | 2      | 0      | 13    | 1     |
| Манчестер Юнайтед | 2009/10          | 19   | 0    | 6     | 0     | 4         | 0         | 0      | 0      | 29    | 0     |
| Манчестер Юнайтед | 2010/11          | 7    | 0    | 6     | 1     | 2         | 0         | 0      | 0      | 15    | 1     |
| Манчестер Юнайтед | Итого            | 232  | 3    | 62    | 1     | 65        | 1         | 3      | 0      | 362   | 5     |
| Сандерленд        | 2011/12          | 20   | 1    | 2     | 0     | 0         | 0         | 0      | 0      | 22    | 1     |
| Сандерленд        | 2012/13          | 0    | 0    | 0     | 0     | 0         | 0         | 0      | 0      | 0     | 0     |
| Сандерленд        | 2013/14          | 25   | 0    | 6     | 0     | 0         | 0         | 0      | 0      | 31    | 0     |
| Сандерленд        | 2014/15          | 25   | 0    | 3     | 0     | 0         | 0         | 0      | 0      | 28    | 0     |
| Сандерленд        | 2015/16          | 6    | 0    | 0     | 0     | 0         | 0         | 0      | 0      | 6     | 0     |
| Сандерленд        | Итого            | 76   | 1    | 11    | 0     | 0         | 0         | 0      | 0      | 87    | 1     |
| Блэкберн Роверс   | 2016/17          | 5    | 1    | 1     | 0     | -         | -         | 2      | 0      | 8     | 1     |
| Блэкберн Роверс   | Итого            | 5    | 1    | 1     | 0     | 0         | 0         | 2      | 0      | 8     | 1     |
| Керала Бластерс   | 2017/18          | 14   | 1    | 0     | 0     | -         | -         | 0      | 0      | 14    | 1     |
| Керала Бластерс   | Итого            | 14   | 1    | 0     | 0     | 0         | 0         | 0      | 0      | 14    | 1     |
| Всего за карьеру  | Всего за карьеру | 327  | 6    | 74    | 1     | 65        | 1         | 5      | 0      | 471   | 8     |

## Семья
Уэс Браун женат на Леанн Вассел, вместе с которой он воспитывает трёх дочерей. Младший брат Уэса, Рис Браун, выступал за резервистов «Манчестер Юнайтед», кроме того, он провёл несколько матчей за юношескую сборную Англии.